# Pałac w Brenniku
Pałac w Brenniku – zabytkowy pałac w  Brenniku – wsi w Polsce, w województwie dolnośląskim,  w powiecie legnickim, w gminie Ruja.

## Opis
Piętrowy pałac wybudowany w  1899 na planie czworoboku, kryty  dachem dwuspadowym z naczółkami. W dwupiętrowym froncie zwieńczonym szczytem znajduje się główne wejście w ozdobnym portalu z dwoma ryzalitami po każdym z boków imitującymi kolumny, które podtrzymują fronton zbliżony w kształcie do typu entrecoupé (z przerwą). W półkolistym zwieńczeniu otworu drzwiowego zwornik z kartuszem herbowym von Zedlitz. Kamień węgielny z herbami Helene von Nothomb i gen. Adolfa Zedlitz von Leipe oraz datą 1895 znajduje się na budynku administracji.
Obiekt jest częścią zespołu pałacowego, w skład którego wchodzą jeszcze: park o powierzchni 20 hektarów z dwoma stawami, strumykami, alejami: lipową oraz dębową;  pięć oficyn; trzy budynki gospodarcze; obora; dom mieszkalny nr 16.

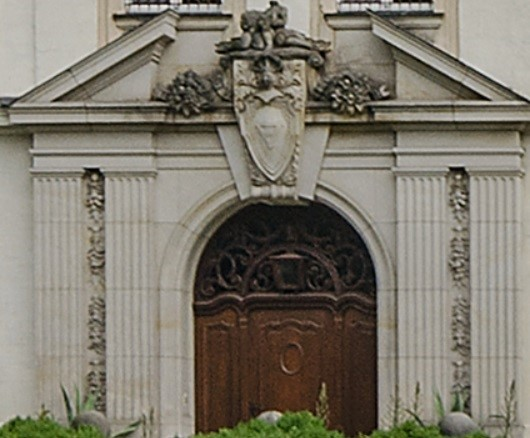
Portal z herbem von Zedlitz
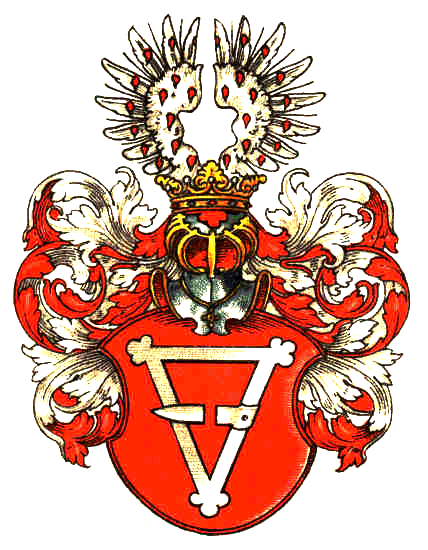
Herb von Zedlitz
Herb von Nothomb